# Chimarra pulchra
Chimarra pulchra là một loài Trichoptera trong họ Philopotamidae. Chúng phân bố ở vùng Tân nhiệt đới.